# 1980年苏联渔业部走私案
苏联渔业部走私案（羅馬化：rybnoe delo，直译：「鱼案」），又名鱼子酱案（羅馬化：ikornoe delo），是苏联在20世纪70年代末曝光的一系列与鱼类贸易相关的腐败、侵占和走私案件。涉案的有组织犯罪集团有时被称为（苏联的）“鱼党”。

## 背景
二十大后，勃列日涅夫为了追求干部队伍的稳定，逐步推行事实上的领导干部职务终身制，促进了特权阶层核心力量的形成。这些官员中贪污腐败现象严重，很多贪污受贿案的涉案人员范围都非常大，下至基层官员，上至全联盟的高级干部，从个别部长、州委书记，渐渐发展到中央委员、政治局委员，甚至勃列日涅夫的家族成员等，而且涉案金额巨大。

## 经过
涉案官员中包括苏联渔业部的多名高级官员，他们被发现利用渔获本身存在的账目不准确的漏洞，侵吞鱼类销售收入的一部分。这些非法活动还涉及将鱼子酱走私出境，使用假冒标签将其伪装成廉价鱼罐头出口。通过这些走私活动，涉案官员积累了大量外汇储蓄，这些钱被藏匿在欧洲外国银行，或者被大肆挥霍于昂贵的西方商品上。该案件的曝光起因于“海洋”（Океан）连锁鱼店售出的一罐故意贴错标签的罐头，一部分此类罐头意外流入了市场。
大约有200名苏联渔业部成员被逮捕，副部长弗拉基米尔·伊里奇·雷托夫被判处枪决并执行。时任部长亚历山大·伊什科夫也牵涉其中，但勃列日涅夫亲自干预，伊什科夫仅被免职并强制退休。
2009年，俄罗斯播出了一部纪录片《黄金之鱼：〈海洋〉案》。